# Estación Melón
Melón (o El Melón) fue una estación del ferrocarril ubicada en la localidad de El Melón, comuna de Nogales, en la región de Valparaíso de Chile. Fue parte del longitudinal norte, correspondiente al segmento entre la estación La Calera y estación La Ligua.
La estación fue inaugurada junto con el resto de la línea entre La Calera y La Ligua en 1897.
La estación tuvo importancia minera debido a la importación de materias primas y productos desarrollados en la empresa de cementos Melón.
Aún quedan en pie vías y desvíos en el patio, la bodega principal y otras infraestructuras menores, además de estanques y caballos de agua.

### Desvío a El Navío
La estación contaba con un desvío de aproximadamente 3.7 kilómetros hacia lo que es ahora la planta química El Navío, ahora administrada por la empresa EXSA. El desvío contaba con un puente sobre el Estero El Melón. Actualmente se encuentra levantado.